# Дробнер, Мечислав
Мечислав Дробнер (пол. Mieczysław Drobner; 3 ноября 1912, Краков — 17 марта 1986, Лодзь) — польский композитор, музыковед
, музыкальный педагог.

## Биография
Родился в семье Болеслава Дробнера, политического и государственного деятеля, революционера.
Окончил краковскую консерваторию (ныне Краковская музыкальная академия) по классу композиции. В 1931—1939 дирижировал в Краковской опере.
До 1937 года изучал музыковедение в Ягеллонском университете.
После Второй мировой войны работал в Министерстве культуры и искусства Польши.
С 1946 года преподавал в Государственной Высшей школе музыки в Лодзи (сейчас Музыкальная академия в Лодзи), в 1954—1957 — был ректором этого учебного заведения.
В 1954 году — один из основателей Ассоциации друзей оперы, которое позже стало основой для создания Оперного театра в Лодзи. В 1954—1956 год был её первым художественным руководителем. С 1958 по 1961 год руководил городским музыкальным театром в Кракове.
В 1958—1978 — преподавал в Краковской государственной высшей школы музыки, где в 1969—1972 был деканом факультета теории, композиции и дирижирования. В Кракове также руководил кафедрой музыкальной акустики.
Автор нескольких работ в области музыкальной акустики, в том чтсле, книг «Музыкальная акустика» (Akustyka muzyczna, 1953) и «Инструментознание и акустика» (Instrumentoznawstwo i akustyka, 1960).
Награждён Золотым крестом заслуги (1952) и Кавалерским Крестом Ордена Возрождения Польши (1964).
В 1936 его музыкальное произведение Bunt szyn (для мужского хора на 4 голоса а капелла) был награждён первой премией на композиторском конкурсе «Echa Macierzy» во Львове.